# 黄体遺残
黄体遺残（おうたいいざん、英: retention of corpus luteum/persistent corpus luteum）とは妊娠していないにもかかわらず黄体が長く存在し、その機能を発揮する状態であり、ウシで多発し、ウマやブタでも認められる。永久黄体とも呼ばれる。原因として慢性炎症などによる子宮由来の黄体退行因子の産生阻害、下垂体前葉のGTH分泌異常、子宮粘膜に対する物理的刺激（子宮蓄膿症、子宮粘液症、胎子ミイラ変性、胎子浸漬など）が挙げられる。無発情を示し、直腸検査により機能的な黄体な触知された場合、本症を疑い、約10日の間隔をおいて再検査をし、黄体が存続していれば黄体遺残と診断する。早期妊娠の場合も発情を示さないため、診断には機能性黄体の長期間の存在を確認する必要がある。治療にはPGF2αおよびその類縁物質の投与、子宮内洗浄、抗菌薬投与が行われる。かつては黄体除去が行われていたが、致死的な出血を伴うこともあり、現在ではあまり行われていない。